# توبة (أريزونا)
توبة (بالإنجليزية: Tuba City CDP, Arizona)‏ هي مدينة تقع بولاية أريزونا في الولايات المتحدة. تبلغ مساحتها 23.24 كم2، وترتفع عن سطح البحر 1,512.1128 م، بلغ عدد سكانها 8611 نسمة في عام 2010 حسب إحصاء مكتب تعداد الولايات المتحدة وتصل الكثافة السكانية فيها 370.5 نسمة لكل كيلومتر مربع (959.6/ميل2).

## التركيبة السكانية
حدّد مكتب تعداد الولايات المتحدة بيانات التركيبة السكانية لتوبة في تعداد الولايات المتحدة. في ما يلي، التركيبة السكانية حسب تعدادي 2000 و2010.

### تعداد عام 2000
بلغ عدد سكان توبة 8225 نسمة بحسب تعداد عام 2000، وبلغ عدد الأسر 2036 أسرة وعدد العائلات 1675 عائلة مقيمة في المدينة. في حين سجلت الكثافة السكانية 353.9 نسمة لكل كيلومتر مربع (916.6/ميل2). وبلغ عدد الوحدات السكنية 2445 وحدة بمتوسط كثافة قدره 105.2 لكل كيلومتر مربع (272.5/ميل2).
وتوزع التركيب العرقي للمدينة بنسبة 5.47% من البيض و0.16% من الأمريكيين الأفارقة و92.01% من الأمريكيين الأصليين و0.22% من الأمريكيين ذوي الأصول الآسيوية و0.04% من سكان جزر المحيط الهادئ و0.63% من الأعراق الأخرى و1.47% من عرقين مختلطين أو أكثر و2.36% من الهسبانيون أو اللاتينيون من أي عرق.
بلغ عدد الأسر 2036 أسرة كانت نسبة 64.8% منها لديها أطفال تحت سن الثامنة عشر تعيش معهم، وبلغت نسبة الأزواج القاطنين مع بعضهم البعض 49% من أصل المجموع الكلي للأسر، ونسبة 26% من الأسر كان لديها معيلات من الإناث دون وجود شريك، بينما كانت نسبة 7.2% من الأسر لديها معيلون من الذكور دون وجود شريكة وكانت نسبة 17.7% من غير العائلات. تألفت نسبة 15.1% من أصل جميع الأسر من عدة أفراد يعيشون في نفس المنزل ونسبة 2.3% كانت تتألف من شخص يعيش بمفرده يبلغ من العمر 65 عاماً أو أكثر. وبلغ متوسط حجم الأسرة المعيشية 4.00، أما متوسط حجم العائلات فبلغ 4.49.
بلغ العمر الوسطي للسكان 23.0 عاماً. وكانت نسبة 42.8% من القاطنين تحت سن الثامنة عشر، وكانت نسبة 9.5% بين الثامنة عشر والرابعة والعشرين عاماً، ونسبة 26.8% كانت واقعةً في الفئة العمرية ما بين الخامسة والعشرين والرابعة والأربعين عاماً، ونسبة 15.6% كانت ما بين الخامسة والأربعين والرابعة والستين، ونسبة 4.3% كانت ضمن فئة الخامسة والستين عاماً فما فوق. يوجد لكل 100 أنثى 92.2 ذكر، ويوجد لكل 100 أنثى في الثامنة عشر من عمرها فما فوق 84.5 ذكر.
بلغ متوسط دخل الأسرة في المدينة 38556 دولارًا، أما متوسط دخل العائلة فبلغ 37813 دولارًا. وكان متوسط دخل الذكور 29280 دولارًا مقابل 26855 دولارًا للإناث. وسجل دخل الفرد الخاص بالمدينة 10479 دولارًا. وكانت نسبة 23.1% من العائلات ونسبة 28.2% من السكان تحت خط الفقر، وكان من هؤلاء نسبة 33% تحت سن الثامنة عشر ونسبة 44.8% في الخامسة والستين من العمر وما فوق.

### تعداد عام 2010
بلغ عدد سكان توبة 8611 نسمة بحسب تعداد عام 2010، وبلغ عدد الأسر 2249 أسرة وعدد العائلات 1796 عائلة مقيمة في المدينة. في حين سجلت الكثافة السكانية 370.5 نسمة لكل كيلومتر مربع (959.6/ميل2). وبلغ عدد الوحدات السكنية 2465 وحدة بمتوسط كثافة قدره 106.1 لكل كيلومتر مربع (274.8/ميل2).
وتوزع التركيب العرقي للمدينة بنسبة 4.35% من البيض و0.31% من الأمريكيين الأفارقة و92.38% من الأمريكيين الأصليين و0.80% من الأمريكيين ذوي الأصول الآسيوية و0.03% من سكان جزر المحيط الهادئ و0.37% من الأعراق الأخرى و1.74% من عرقين مختلطين أو أكثر و3.33% من الهسبانيون أو اللاتينيون من أي عرق.
بلغ عدد الأسر 2249 أسرة كانت نسبة 55% منها لديها أطفال تحت سن الثامنة عشر تعيش معهم، وبلغت نسبة الأزواج القاطنين مع بعضهم البعض 40.3% من أصل المجموع الكلي للأسر، ونسبة 29.8% من الأسر كان لديها معيلات من الإناث دون وجود شريك، بينما كانت نسبة 9.7% من الأسر لديها معيلون من الذكور دون وجود شريكة وكانت نسبة 20.1% من غير العائلات. تألفت نسبة 17.3% من أصل جميع الأسر من عدة أفراد يعيشون في نفس المنزل ونسبة 3.1% كانت تتألف من شخص يعيش بمفرده يبلغ من العمر 65 عاماً أو أكثر. وبلغ متوسط حجم الأسرة المعيشية 3.81، أما متوسط حجم العائلات فبلغ 4.31.
بلغ العمر الوسطي للسكان 27.0 عاماً. وكانت نسبة 34.5% من القاطنين تحت سن الثامنة عشر، وكانت نسبة 12.8% بين الثامنة عشر والرابعة والعشرين عاماً، ونسبة 25.6% كانت واقعةً في الفئة العمرية ما بين الخامسة والعشرين والرابعة والأربعين عاماً، ونسبة 20.3% كانت ما بين الخامسة والأربعين والرابعة والستين، ونسبة 6.9% كانت ضمن فئة الخامسة والستين عاماً فما فوق. وتوزع التركيب الجنسي للسكان بنسبة 47.6% ذكور و52.4% إناث.